# Поліщук Григорій
Поліщу́к Григорій , Grygoriy Polishchuk (нар. 6 липня 1981, м.Івано-Франківськ) — український художник, акваріуміст, акваскейпер.

## Життєпис
Григорій Поліщук народився 6 липня 1981 року в місті Івано-Франківськ. З раннього дитинства проявляв інтерес до малювання. Це захоплення допомогло йому закінчити Івано-Франківську художню школу. Будучи завжди близьким до природознавства, закінчив Івано-Франківський Державний Медичний Університет.

### Навчання
У 1990—1995 роках навчався в Івано-Франківській державній дитячій художній школі.
У 2003 році закінчив Івано-Франківський національний медичний університет

## Акваскейпінг
У сфері дизайну природного акваріума досягнув всесвітнього визнання і займає призові місця на міжнародних змаганнях у Японії, Тайвані, Німеччині, Іспанії

## Нагороди
- 2008 — IAPLC,Японія, 535 місце
- 2009 — Український конкурс з аквадизайну, 1 місце
- 2009 — ААС,Іспанія, 5 місце
- 2009 — Європейський конкурс з аквадизайну,Німеччина 18 місце
- 2009 — IAPLC,Японія, 136, 138, 319 місця [1]
- 2010 — ААС,Іспанія, 11, 17 місця
- 2010 — Конкурс дизайну рослинних акваріумів СНД,Росія 1 місце (Гран-прі)[2]
- 2010 — IAPLC,Японія, Бронзовий приз [3]
- 2011 — ROAPLC,Росія Срібний приз [4]
- 2012 — ROAPLC,Росія Бронзовий приз [5]
- 2012 — Міжнародний конкурс "Кришталевий акваріум",Україна, 1 місце [6]
- 2013 — PADCEE,Росія Срібний приз [7]
- 2014 — IAPLC,Японія, 22 місце Honor prize [8]
- 2014 — GAPLC, Німеччина, 10 місце, Honor prize
- 2015 — IAPLC,Японія, 13 місце Honor prize [9]
- 2015 — IIAC,Тайвань, 11 місце Honor prize [10]
- 2015 — EAPLC, Німеччина, 9 місце, Honor prize
- 2016 — Міжнародний конкурс "Кришталевий акваріум",Україна, 1 місце [11]
- 2016 — IIAC,Тайвань, Срібний приз [12]

## Живопис
Григорій працює в багатошаровій техніці олійного живопису.
Картини Григорія Поліщука знаходяться в приватних колекціях країн Європи та Північної Америки. Картини художника можна переглянути тут [Архівовано 2 серпня 2017 у Wayback Machine.]

## Виставки
- 2011 — Виставка, присвячена 20-й річниці Незалежності України,Івано-Франківськ
- 2017 — The Annual Art 2017 Exhibition,Лондон [13]
- 2017 — Персональна виставка живопису"Природа Прикарпаття",Івано-Франківськ [14]
- 2017 — Harmony of vision in colours,Лондон [15]
- 2017 — Autumn vernissage,Лондон [16]
- 2017 — Contemporary Art Fairs Windsor,Лондон [17]
- 2017 — Персональна виставка живопису"Природа Прикарпаття",Київ
- 2018 — The Annual Art Exhibition 2018,Лондон [18]
- 2018 — Персональна виставка живопису"Барви рідного краю",Львів
- 2018 — Персональна виставка живопису"Барви рідного краю",Івано-Франківськ
- 2018 — Windsor Contemporary Art Fair 2018,Лондон
- 2019 — Групова виставка в Музеї Мистецтв,Рогатин
- 2019 — Групова виставка в Музеї Мистецтв,Яремче
- 2019 — The Annual Art Exhibition 2018,Лондон
- 2019 — Групова виставка в Музеї Мистецтв,Івано-Франківськ

## Публікації
- Высокая аквариумистика. Журнал "AQUATERRA " №2 , - Чернігів, 2011 - с. 28 - 31.
- Акваскейп - искусство и наука в одной банке. Журнал "Детали мира" №18 , - Москва , 2012 - с. 89 - 92 .
- The International Aquatic Plants Layout Contest 2010 , Журнал "AQUAJOURNAL" № 180 , - Японія , 2010 - с. 51 - 57 .
- World Report , Журнал "AQUAJOURNAL" № 177 , - Японія , 2010 - с. 44 - 45 .
- Московская премьера конкурса акваскейпинга . Журнал "Аквариум" № 4 , - Москва , 2010 - с. 2 - 7 .
- The International Aquatic Plants Layout Contest 2010 , Catalog , - Японія , 2010 - с. 13,167 .
- Nature aquarium party . Журнал "AQUAJOURNAL" № 182 , - Японія , 2010 - с. 22 - 25 , 30 - 50 .
- Талант працює , геній творить . Журнал "VERSAL" № 23 , - Івано-Франківськ , 2011 - с. 46 - 48 .
- Хрустальный аквариум 2011 . Журнал "VetZooProfy" № 53 , - Київ , 2011 - с. 12 - 15 .
- Время мини аквариумов . Журнал "VetZooProfy" № 37 , - Київ , 2009 - с. 10 - 13 .
- Лучшие из лучших . Журнал "VetZooProfy" № 50 , - Київ , 2011 - с. 46 - 49 .
- Морське дно в мініатюрі . Газета "Експрес" від 20.08.2010 - с. 14 .
- Історія одного аквафорума . Журнал "VetZooProfy" № 64 , - Київ , 2012 - с. 16 - 21 .
- IAPLC 2010 . Когорта поощеренных . Журнал "Аквариум" № 3 , - Москва , 2011 - с. 2 - 5 .
- Russian oupen . Праздник состоялся . Журнал "Аквариум" № 4 , - Москва , 2011 - с. 2 - 7 .
- Российский триумф на юбилейном IAPLC . Журнал "Аквариум" № 6 , - Москва , 2010 - с. 2 - 7 .
- Aquascaping . Журнал " Tropical habitat " №1 , - Велика Британія , 2014 - с. 69 .
- The International Aquatic Plants Layout Contest 2013. Журнал "AQUAJOURNAL" № 216 , - Японія , 2013 - с. 50
- До країни сонця - країни акваскейпу . Журнал "VetZooProfy" № 77 , - Київ , 2014 - с. 46 - 49 .
- Подорож до країни вранішнього сонця . Продовження . Журнал "VetZooProfy" № 78 , - Київ , 2014 - с. 49 - 53 .
- The International Aquatic Plants Layout Contest 2011 , Catalog , - Японія , 2011 - с. 28 .
- The International Aquatic Plants Layout Contest 2012 , Catalog , - Японія , 2012 - с. 24 .
- The International Aquatic Plants Layout Contest 2012 , Catalog , - Японія , 2014 - с. 20 .
- Koke Bonkey . Журнал "Aquaristic" №5 , - Німеччина , 2015 - с. 3 .
- Магія підводного світу . Журнал "LIKE" № 15 , - Івано-Франківськ , 2017 - с. 80 - 84 .